# 無懈可擊之藍色夢想
《無懈可擊之藍色夢想》 是浙江衛視自製劇“夢想三部曲”第一部 (第二部和第三部分別是《一克拉梦想》和《幸福的面条》)。由韓彩英、朱梓驍、吳映潔（鬼鬼）等人主演。

## 劇情
畢業後不斷換各種工作、沒有什麼夢想的徐浩廷（朱梓驍飾演）誤打誤撞加入了陌生的恆雅廣告公司，
為救母病而輟學的高材生林薇薇（韓彩英飾演）也進入該公司，歡喜冤家不期而遇。
初入廣告界，浩廷面臨各種挑戰，在薇薇幫助下化險為夷，兩人暗生情愫。
浩廷成為廣告界新寵，得到總裁千金沈曉琪（吳映潔（鬼鬼）飾演）追求，沈曉琪的追求者，宋忠誠（程皓楓飾演）因此視浩廷為情敵。
競爭對手公司合縱聯盟的朱麗葉（鄭希怡飾演）脅迫薇薇偷取資料，害浩廷被逐出公司。浩廷一度消沉，後被激發振作，重回恆雅，但幾經波折，
再次誤認為薇薇出賣自己，兩人關係崩裂。後薇薇暗中助浩廷擊敗朱麗葉，二人誤會消除，成為無懈可擊的拍檔。
最終兩人都堅持了自己的夢想，做出人生的新選擇，浩廷音樂夢想覺醒，
籌劃自己的音樂酒吧，而薇薇堅持求學之路，兩人還有重逢的那一天嗎？

## 演员
| 演員            | 角色   | 简介 |
| 韓彩英          | 林薇薇 | 恆雅廣告公司客户代表 堅強勵志的職場新手，因為母親生病不得不輟學的高材生，孝順重情。從兼職促銷員，市場調研員開始，進入恆雅公關成為一名文案，創意經理。與徐浩廷的歡喜冤家之戀終成正果。                                                                                 |
| 朱梓驍          | 徐浩廷 | 恆雅廣告公司創意總監 豪爽豁達，自由奔放的80後。自大學畢業後，一直打散工混日子，總因倒霉而被辭退。何老師的出現讓他得知自己的真實身世，並搖身一變成為品味高尚的年輕才俊，在新的生活考驗中他與林蔚蔚的愛情日漸成熟。                                                     |
| 吳映潔 （鬼鬼） | 沈曉琪 | 恆雅廣告公司副總裁 恆雅廣告董事長沈岩之女，員工都稱她「公主」。個性率真倔強。喜歡徐浩廷，一直忽視宋忠誠的暗戀，而卻對徐浩廷苦苦付出，不離不棄。最後後被宋忠誠的追求打動，與他結婚。                                                                                   |
| 程皓楓          | 宋忠誠 | 恆雅廣告公司總監 外表成熟冷酷，不論工作還是吃喝皆要求甚高，做事精明幹練，交際手腕亦強，短時間內便成為恆雅客戶部總監，是廣告界最炙手可熱的新星，未來總裁，直至新來的創意總監徐浩廷出現為止。在愛情上，他一直苦苦追求沈曉琪；雖不被其在乎，卻仍對她百般包容，不離不棄。 |
| 左岩            | 賈文靜 | 恆雅廣告公司職員 性格爽朗活潑，說話不饒人，一直充當著閨蜜林蔚蔚的“護花使者”，為其“遮風擋雨”，解決各種問題；但其實際上卻是虛有其表，膽小怕事。但是一直在為實現自己的夢想不懈努力，更是在追夢途中，遇到歡喜冤家安洋，與其展開了一段溫暖的愛情故事。                     |
| 孫堅            | 安洋   | 追求林薇薇，徐浩廷的死黨，沈曉琪的手下。安洋收入不多，但愛充要臉，工資都花在吃喝玩樂和買奢侈品上，是名副其實的「月光族」。性格有點龜毛，看到的就記到心裡，特注重儀容打扮，空閒時常敷面膜、修指甲，常被浩廷嘲笑他是個姑娘。                                            |
| 唐文龙          | 何正   | 廣告界教父级人物。是卓原的恩師，神通廣大，猶如上帝之手。何正對浩廷始終不離不棄，裝死激發浩廷的潛能，終克服障礙，東山再起。 |
| 鄭希怡          | 朱麗葉 | 合縱聯盟總經理 美貌冶艷，聰明絕頂。不擇手段對付恆雅，打擊林薇薇與徐浩廷。但陰謀手段最終不斷失敗，合縱聯盟也徹底瓦解。朱麗葉和何正鬥爭多年，惺惺相惜，一日得知何正死去，竟莫名失落，原來在交手中朱麗葉已暗暗對何正有非一般的情意。                                     |
| 許嬌寧          | 徐麗麗 | 徐浩廷異父異母的妹妹 |

## 收視率
CSM32城每日首播收視率／浙江衛視
| 日期          | 集数      | 收视率 | 收視份额 | 同时段排名 |
| ------------- | --------- | ------ | -------- | ---------- |
| 2012年7月31日 | 01        | 0.75   | 1.86     | 5          |
| 2012年7月31日 | 02        | 0.75   | 1.86     | 5          |
| 2012年7月31日 | 03（1/2） | 0.75   | 1.86     | 5          |
| 2012年8月1日  | 03（2/2） | 0.79   | 2.04     | 5          |
| 2012年8月1日  | 04        | 0.79   | 2.04     | 5          |
| 2012年8月1日  | 05        | 0.79   | 2.04     | 5          |
| 2012年8月2日  | 06        | 0.91   | 2.35     | 3          |
| 2012年8月2日  | 07        | 0.91   | 2.35     | 3          |
| 2012年8月3日  | 08        | 0.87   | 2.27     | 5          |
| 2012年8月3日  | 09        | 0.87   | 2.27     | 5          |
| 2012年8月4日  | 10        | 0.80   | 2.08     | 4          |
| 2012年8月4日  | 11        | 0.80   | 2.08     | 4          |
| 2012年8月5日  | 12        | 0.71   | 1.80     | 4          |
| 2012年8月5日  | 13        | 0.71   | 1.80     | 4          |
| 2012年8月6日  | 14        | 0.79   | 2.03     | 3          |
| 2012年8月6日  | 15        | 0.79   | 2.03     | 3          |
| 2012年8月7日  | 16        | 0.85   | 2.12     | 3          |
| 2012年8月7日  | 17        | 0.85   | 2.12     | 3          |
| 2012年8月8日  | 18        | 0.82   | 2.08     | 6          |
| 2012年8月8日  | 19        | 0.82   | 2.08     | 6          |
| 2012年8月9日  | 20        | 0.93   | 2.41     | 3          |
| 2012年8月9日  | 21        | 0.93   | 2.41     | 3          |
| 2012年8月10日 | 22        | 0.86   | 2.32     | 6          |
| 2012年8月10日 | 23        | 0.86   | 2.32     | 6          |
| 2012年8月11日 | 24        | 0.85   | 2.23     | 6          |
| 2012年8月11日 | 25        | 0.85   | 2.23     | 6          |
| 2012年8月12日 | 26        | 0.81   | 2.13     | 5          |
| 2012年8月12日 | 27        | 0.81   | 2.13     | 5          |
| 2012年8月13日 | 28        | 0.95   | 2.50     | 5          |
| 2012年8月13日 | 29        | 0.95   | 2.50     | 5          |
| 2012年8月14日 | 30        | 0.90   | 2.45     | 6          |

## 外部連結
- 《无懈可击之蓝色梦想》官方微博的新浪微博
- 《无懈可击之蓝色梦想》新浪專題 （页面存档备份，存于）